# Juan Díaz (teologo)
Juan Díaz (Cuenca, 1510 – Neuburg, 27 marzo 1546) è stato un teologo spagnolo.
Inizialmente cattolico, divenne presto protestante e nel 1546 scrisse una Summa della religione cristiana. Fu ucciso dai sicari della curia romana mandati da suo fratello Alfonso Díaz.